# Гриндлтонианцы
Гриндлтонианцы (англ. Grindletonians) — секта пуритан, возникшая в городе Гриндлтон в Ланкашире, Англия, примерно в 1610 году. Секта оставалась активной на севере Англии до 1660-х годов. Наиболее заметным лидером был Роджер Брерли. Верования гриндлтонианцев были антиномианскими.

## История
Джона Уилсона, который возглавлял общину в Килдвике до появления гриндлтонианства, называли религиозным радикалом и, возможно, он ввёл некоторые из основных концепций секты. Следовательно, община могла придерживаться некоторых верований гриндлтонианства до прибытия Брерли.
Брерли, который был священником в Гриндлтоне с 1615 по 1622 год, был главным лидером гриндлтонианцев. Джон Эверард (ок. 1584–1641) был другом Брерли и, возможно, оказал на него влияние. Брерли имел местных последователей, привлекая прихожан из соседнего прихода Гигглсвик, но стал более широко известен после судебного разбирательства против него. В октябре 1616 года он предстал перед Верховной комиссией Йоркской архиепископии, чтобы ответить на обвинения в том, что он был радикальным нонконформистом, полагался на движение духа и считал, что все сомнения в спасении могут быть устранены у верующих. Его также попросили отвергнуть пятьдесят ошибочных убеждений, которых он и его последователи якобы придерживались. Брерли, по-видимому, отказался от своих взглядов и пообещал подчиняться в будущем, предположительно, чтобы избежать наказания.
Брерли покинул Гриндлтон в 1634 году, чтобы проповедовать в Килдвике, в двадцати милях от него. Его преемник на посту викария в Гриндлтоне, Джон Вебстер (1610-1683), преподавал идеи, аналогичные идеям Брерли, и гриндлтонианство продолжало развиваться между 1615 и 1640 годами, получив большое количество последователей в Ланкашире и Йоркшире, и породив другие антиномистские секты. В 1635 году Джон Вебстер, священник в Килдвике, предстал перед церковным судом по обвинению в принадлежности к гриндлтонианцам.
в 1640-х годах проповедник по имени Роберт Таун нёс послание гриндлтонианцев в западный Йоркшир и восточный Ланкашир. Последний известный гриндлтонианец умер в 1680-х годах.

## Верования
В проповеди, прочитанной у Креста Св. Павла 11 февраля 1627 года и опубликованной под названием «Белый Волк» (The White Wolfe) в 1627 году, Стивен Денисон, священник церкви Святой Екатерины, обвинил «гринглтонских (sic) фамилистов» в девяти пунктах антиномистической тенденции. Эти девять пунктов были повторены Эфраимом Пагиттом за Денисоном в его «Ересиографии» (2-е издание, 1645 г.), и на них обратил внимание Александр Росс в своей «Пансебеи» (2-е издание, 1655 г.).
Некоторые идеи Брерли, вероятно, были заимствованы из Theologia Germanica. Его учение было антиномианским. Он думал, что одной силы Духа Божьего достаточно, чтобы привести человека к спасению. Гриндлтонианцы считали, что истинный христианин, в котором есть Дух, не грешит. Гриндлтонианцы в своих убеждениях были близки к фамилистам. Они думали, что Дух имеет преимущество перед Буквой (имеется в виду Библия), что любой, у кого есть внутренний свет, имеет право проповедовать, независимо от того, посвящён он в сан или нет, и что человек может жить без греха и достичь Небес на Земле.

## Влияние
Гриндлтон стоит у подножия холма Пендл, где Джордж Фокс (1624—1691), основатель квакерства, получил видения, которые убедили его основать свою секту. Примерно в то же время в регионе возник ряд других неортодоксальных сект. Возможно, на Фокса повлияло мышление гриндлтонианцев. Квакеры Фрэнсис Хоугилл (1618—1669) и Джон Камм (1605–1657) были гриндлтонианцами, потом стали искателями, а затем квакерами.
Антиномизм или гриндлтонианство, возможно, также оказали влияние на Энн Хатчинсон (1591—1643).